# Туманность Андромеды (фильм)
«Туманность Андромеды» — советский широкоформатный научно-фантастический фильм 1967 года, экранизация одноименного романа Ивана Ефремова.
Первоначальное название — «Туманность Андромеды. Часть 1. Пленники железной звезды».
«Земные» сцены фильма снимались в пионерском лагере «Артек» на крымском побережье Чёрного моря.
Вездеход астролётчиков представлял собой настоящий танковый тягач ИС-2-Т, обклеенный фанерой с прозрачной кабиной из пластика и двигавшийся в фильме задним ходом.
Кинокритик Мирон Черненко был более критичен: «И кажется мне, что авторы фильма — В. Дмитревский и Е. Шерстобитов — не слишком утруждали себя поисками. Они просто перенесли на экран внешний облик героев романа — их статуарность и приподнятость их диалогов, их физическую красоту и ясные глаза, их широкие плечи и вьющиеся волосы»
Существуют по крайней мере две версии фильма: первая, полная, от 1967 года, продолжительностью 75 минут и вторая, «реставрированная» в 1980-х годах перемонтированная и укороченная до 68 минут 
В фильме присутствует ряд незначительных расхождений с романом.

## Сюжет
Фильм начинается торжественной клятвой юноши на фоне монумента в виде руки с факелом на церемонии совершеннолетия («Вы, Старшие, примите моё умение и желание, примите мой труд и учите меня…»). Его ментором выступает Мвен Мас, который вспоминает своё совершеннолетие и своего наставника Эрг Ноора. В беседе с другим наставником Мвен Мас узнаёт, что программа 37-й экспедиции выполнена, а навстречу возвращающейся к Земле «Тантре» вышел с анамезоном «Альграб». Мвену Масу сообщают, что его желают видеть в руководстве передачами по «Великому кольцу», системе связи между удалёнными обитаемыми мирами.
В следующей сцене астролётчики звездолёта «Тантра» Бэр и Ингрид тревожно переговариваются из-за внезапного скачка гравитации. Скорее всего, перед ними в космосе какая-то аномалия. В рубке появляется пробуждённый командир экипажа Эрг Ноор. Он переводит экран в инфракрасный спектр и обнаруживает «железную звезду». Вырваться из её притяжения не представляется возможным. Эрг Ноор производит экстренное торможение. Всему экипажу проведено немедленное пробуждение из анабиоза.
В это время начальник внешних станций «Кольца» Дар Ветер готовится к очередной передаче информации со станций. Видно, что он психически утомлён. Сотрудники говорят о нём, что он не хочет больше занимать этот пост и что он работал там шесть лет. Он связывается по видеосвязи со своей подругой Ведой Конг, она обещает приехать, их разговор идёт вокруг работы, грусти, перемены настроения от утомления, смене приоритетов, работы. Между ними существует сильная привязанность и симпатия, а он любит её. Но она отказывается принимать его ухаживания, пока не придёт целым и невредимым из космоса звездолёт «Тантра», на котором капитаном — её в прошлом возлюбленный Эрг Ноор, и она хранит ему обещанную верность.
Вокруг звезды, у которой успела затормозить «Тантра», вращаются две планеты. Встреча с «Альграбом» не состоялась, и всё топливо (анамезон) истрачено на торможение перед системой Железной Звезды. Помощь с Земли сможет прийти только через 20-25 лет. Капитан сообщает команде своё решение о дальнейшей их судьбе. У Эрга Ноора и Низы Крит, влюблённой в него, происходит разговор о времени.
В помещении связи с внешними станциями «Кольца» в это время проходит процедура подключения к сеансу связи. Между участниками сеанса, Ветром, Ведой Конг и Масом происходит разговор об этом.
«Тантра» решает совершить посадку на одной из планет «Железной звезды», поскольку люди с орбиты обнаруживают на ней звездолёт пришельцев «спиралодиск».
На Земле по сеансу связи с другими разумными мирами вселенной «Великое Кольцо» Дар Ветер, Веда и Мвен Мас смотрят передачу с демонстрацией танца красной женской фигурки с далекой звезды Эпсилон Тукана (до неё 88 парсек) и сожалеют, что сигнал шёл в космосе 300 лет, и пославшие его уже мертвы. Происходит смена руководства «внешними станциями „Великого Кольца“» и передача управления от Дара Ветера к Мвен Масу. Веда готовится прочитать лекцию по истории для системы Канопус. Ветер говорит, что эта передача будет идти лет сто. Мвен Мас сокрушается, что это такое чудовищное противоречие — так прекрасны братья по разуму и так ужасно далеки, что плодами разума невозможно поделиться лично.
На борту звездолёта, висящего на орбите планеты системы Железной звезды, происходит личный разговор Ноора и Низы: она увидела портрет Веды у Ноора и говорит, что портрет возлюбленной помогает капитану выполнять задачи в космосе, но замечает, что Веда провожала капитана, как друга, а не как возлюбленного. Ноор в раздумьях. Помощники из рубки управления сообщают, что звездолёт на планете — чужой.
Мвен Мас беседует с другом — астрономом Реном Бозом и произносит речь о том, что в космосе расстояния так далеки и это чрезвычайно трагично для представителей разумной жизни — они не могут общаться в реальном времени и вживую. Он хочет объединить усилия с ним по научному поиску способа сжать это пространство и время.
На орбите команда звездолёта возбуждённо рассуждает о посадке и помощи инопланетному кораблю, при том, что горючее закончилось и, если садиться на планету, то даже сигнальную ракету к земле будет послать невозможно. Низа выходит вперёд и призывает отставить страхи и пойти на встречу с чужой разумной жизнью даже ценой возврата в родной мир — ведь так далеки иные разумные цивилизации и человечество многие сотни лет так долго стремилось познакомиться с ними. Команда соглашается с её горячим призывом во имя высокой научной цели, которому все в ней посвятили свои судьбы.
Дар Ветер прибыл на «станцию распределения работы», где распоряжаются освободившимися трудовыми ресурсами. Там ему предлагают новое место работы, а он сообщает, что уже решил, где хочет работать — в археологии. Далее он приходит в станцию распределения помещений, где сдаёт своё нынешнее жильё в жилищный фонд. Археологическими раскопками руководит Веда.
«Тантра» совершает посадку. Команда выходит на поверхность, чтобы осмотреться. Экипаж приходит к выводу, что инопланетный корабль на планете уже очень давно. Идёт разговор о судьбе братьев по разуму и целях их путешествия в космосе. При попытке исследования корабля пришельцев во тьме гибнет один из членов экипажа Ким. Эрг Ноор приказывает членам экипажа вернуться к кораблю и держаться в свете его огней.
Происходит разговор о возможности вернуться на Землю и угрозе нападения со стороны местной формы жизни, привыкшей жить в полной темноте. Команда принимает меры к освещению территории своих исследований и места, где лежит на грунте «спиралодиск». Командир Эрг надеется пополнить запасы топлива при помощи корабля пришельцев, который не подаёт признаков жизни, однако попытка проникнуть внутрь инопланетного звездолёта заканчивается провалом и потерей робота. Эрг приходит в неистовство, в котором во что бы то ни стало хочет достичь цели — проникнуть в инопланетный корабль. Он рискует, и члены экипажа увещевают его, чтобы он не выходил из себя и хранил спокойствие.
При разведке планеты на вездеходе астролётчики обнаруживают вездеход с земного звездолёта. Экипаж предполагает, что это корабль предыдущей 36-й экспедиции «Парус».
В районе археологической раскопки Дар Ветер и Веда Конг разговаривают о таком разном труде — исследовании космоса и исследовании древностей, о том, что взгляд вперёд не менее важен, чем взгляд на прошлое человечества.
Группа разведчиков экипажа «Тантры» проводит обследование «Паруса». На корабле найдены останки членов его экипажа, следы их странной гибели. Корабль не повреждён, его системы работают. В результате осмотра «Паруса» экипаж «Тантры» обнаруживает четыре контейнера анамезона (топлива для корабля). Прослушивание бортового журнала «Паруса» позволяет установить, что его экипаж погиб в результате столкновения с «неведомым». Командир «Тантры» и весь экипаж проводят церемонию прощания перед сооружённым обелиском погибших.
Эрг откладывает старт своего корабля, чтобы узнать тайну гибели экипажа «Паруса». Чтобы понять причину, он отъезжает на вездеходе на некоторое расстояние от «Тантры», останавливается и выключает свет. Поехавшая с ним астронавигатор Низа признаётся Эргу в любви и дарит ему старинную бумажную книгу Шекспира. Во тьме их вездеход атакует таинственная форма жизни, воздействующая на мозг и тело некими электрическими полями. В ходе происходящих событий у капитана медленно изменяется отношение к любящей его Низе, ему уже хочется беречь её. Он настойчиво просит её не выходить больше из корабля, но она хочет быть с ним рядом и всё-таки оказывается в группе исследователей в следующем выходе на поверхность планеты.
Позже, когда исследования ведутся уже на открытой местности вне вездехода, закрывая собой любимого капитана, во время столкновения с этой формой жизни, напоминающей медузу, Низа получает своего рода психическую контузию, которая приводит не к смерти, но коллапсу. Её помещают в корабле в анабиоз, предполагая, что реабилитацию проведут на Земле.
Эрг пребывает в печали. Врач-психотерапевт Лума предлагает принять специальное лечение, снимающее эмоциональные переживания, но Эрг говорит, что он не хочет принимать лекарство от любви. Однако интересы экспедиции превыше всего, и Эрг соглашается на терапию. Лума сажает его в кресло, надевает на голову обруч с проводами и крутит ручку прибора на пульте. Но Эрг прерывает сеанс и цитирует Шекспира: «С твоей любовью, с памятью о ней/Всех королей на свете я сильней». В это время на Земле Дар и Веда прогуливаются, разговаривают о судьбах людей, Ветер хочет поговорить и о их совместной судьбе, но Веда повторяет, что этот разговор будет уместен лишь, если «Тантра» вернётся.
Проходит год. На очередном празднике по случаю совершеннолетия девушка в белой тунике приносит клятву верности на фоне монумента с факелом. Дар Ветер и Веда на празднике, и она отмечает, что он изменился, научился радоваться простому и обычному, повеселел.
Дар Ветер и Мвен Мас обсуждают грядущий эксперимент по сжатию времени и связанные с ним риски. Мас просит разрешения у бывшего начальника внешних станций, который знает, что такое использовать всю энергию планеты, на эксперимент по сжатию времени, говорит, что до «братьев по разуму» на Эпсилон Тукана слишком далеко — он очарован танцующей женщиной с дальней планеты и с чувством устремляется к преодолению такой драматической проблемы своей современности, как огромная отдалённость разумных миров во времени и пространстве, горячо ведёт беседы на эти темы, призывает Ветра вернуться к большому делу. Дар Ветер советует ему подать идею об эксперименте Совету Звездоплавания.
Совет Звездоплавания сообщает о возвращении «Тантры» («через неделю „Тантру“ примет гостеприимный Тритон»).

## В ролях
- Сергей Столяров — Дар Ветер, заведующий внешними станциями Великого Кольца
- Вия Артмане — Веда Конг, историк
- Николай Крюков — Эрг Ноор, член Совета Звездоплавания, начальник 37 звёздной экспедиции, командир звездолёта «Тантра»
- Татьяна Волошина — Низа Крит, астронавигатор звездолёта «Тантра»
- Ладо Цхвариашвили — Мвен Мас
- Людмила Чурсина — Лума Ласви, врач звездолёта «Тантра»
- Роман Хомятов — Ким, член экипажа звездолёта «Тантра»
- Александр Голобородько — Рен Боз, астроном, член Совета Звездоплаванья
- Геннадий Юхтин — Эон Тал, член экипажа звездолёта «Тантра»
- Марина Юрасова — Ингрид Дитра, член экипажа звездолёта «Тантра»
- Александр Гай — Пур Хисс, член экипажа звездолёта «Тантра»
- Валерий Панарин — Холм, член экипажа звездолёта «Тантра»
- Юзеф Мироненко — Кэй Бэр, член экипажа звездолёта «Тантра»
- Людмила Сосюра — оператор станции распределения помещений
- Валерий Гатаев — оператор станции распределения работ
- Владимир Кисленко — юный астронавигатор

## Производство

### Съёмки

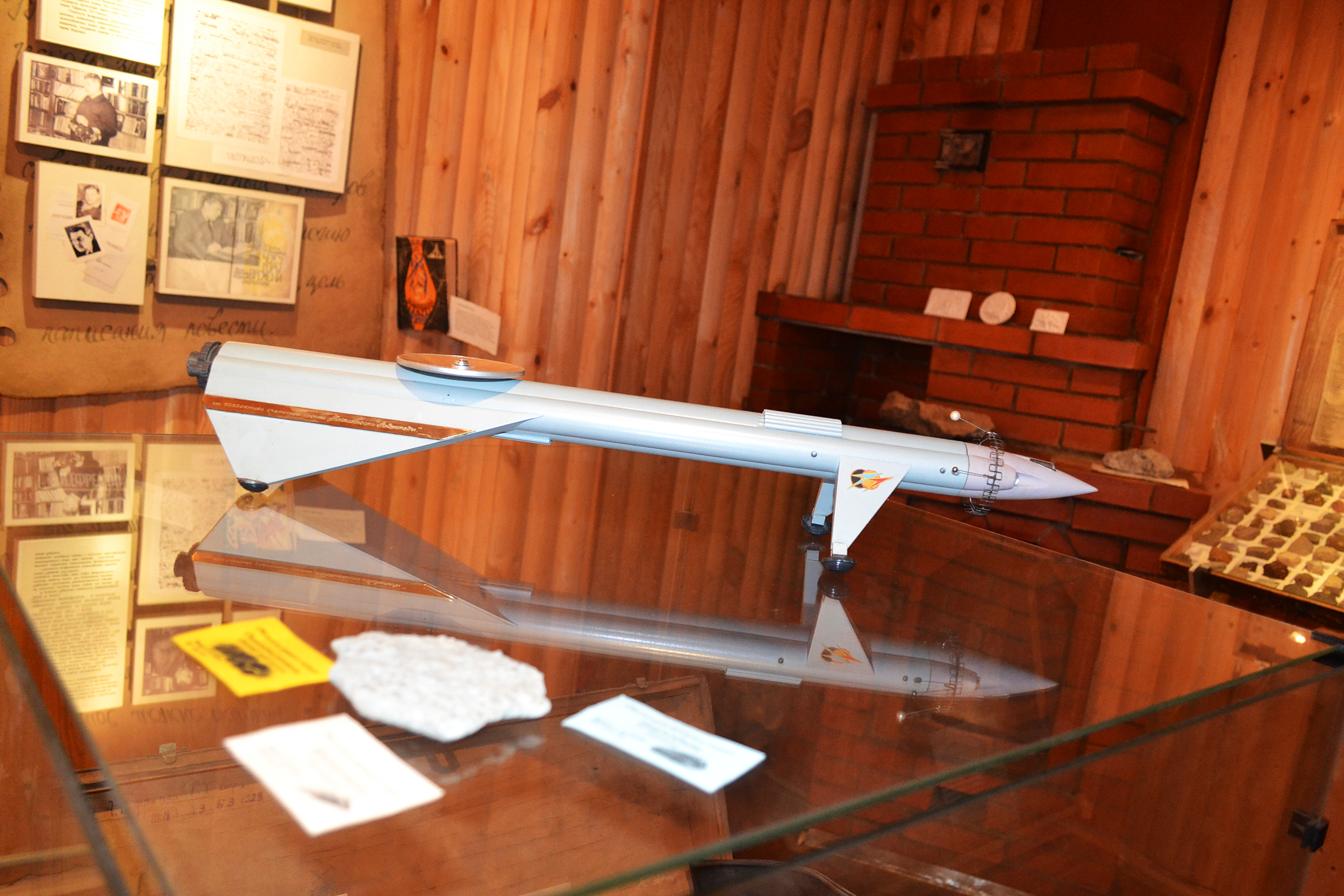
Макет космического корабля из фильма «Туманность Андромеды». Музей Ивана Ефремова в Вырице

«Земные» сцены фильма снимались в пионерском лагере «Артек» на крымском побережье Чёрного моря. В 1960-е годы необычное решение корпусов архитектора Анатолия Полянского более всего соответствовало представлению авторов и зрителей фильма о мире далёкого будущего. Сцены планеты Железной Звезды были сняты ночью в крымских степях в окрестностях Судака с использованием прожекторов и дымовых шашек.
Сюжет фильма прерывается в момент возвращения победившего звездолёта к Тритону. Вторая часть кинофильма, где объединяются сердца и раскрывается смысл названия произведения — мечта о межгалактических путешествиях, не была снята по причине смерти актёра Сергея Столярова в 1969 году.

### Специальные эффекты
Вездеход астролётчиков представлял собой настоящий танковый тягач ИС-2-Т, обклеенный фанерой с прозрачной кабиной из пластика и двигавшийся в фильме задним ходом.

### Версии фильма
Существуют по крайней мере две версии фильма: первая, полная, от 1967 года, продолжительностью 75 минут, начинающаяся словами «Вам, живущим в двадцатом веке. Вам, живущим в первом веке коммунистической эры — ПОСВЯЩАЕТСЯ»; вторая, «реставрированная» в 1980-х годах, — перемонтированная и укороченная до 68 минут версия, в которой некоторые эпизоды и все упоминания про «коммунистическую эру» вырезаны, а подлинные голоса актёров переозвучены. Изменены также вступительные титры. В фильме широко используется символика: две четырёхлучевые звезды, при пересечении образующие квадрат (на тунике Дара Ветра и на скафандре астролётчиков «Тантры»).

## Расхождения с романом
В романе:
- Эрг Ноор не цитирует Шекспира
- Мвен Мас африканец, а в фильме его играет грузинский актёр.
- 37-я экспедиция сначала находит «Парус», а потом «спиралодиск» пришельцев. В фильме наоборот.
- до Эпсилон Тукана 90 парсек, а в фильме 88.
- погибших среди экипажа «Тантры» не было.
- церемония совершеннолетия в романе не показана

## Критика
- Киновед Ромил Соболев так оценил фильм: «Конечно же, если мы начнём сравнивать роман и фильм, то, пожалуй, кинематографистам не поздоровится, ибо передать всю глубину социальной фантастики Ефремова им опять не удалось. Но фильм интересен своими трюковыми съёмками, показом техники будущего, и, наконец, чёткой попыткой изложить на экране то, что в романе является так называемой приключенческой линией»[5].
- Кинокритик Мирон Черненко был более критичен: «И кажется мне, что авторы фильма — В. Дмитревский и Е. Шерстобитов — не слишком утруждали себя поисками. Они просто перенесли на экран внешний облик героев романа — их статуарность и приподнятость их диалогов, их физическую красоту и ясные глаза, их широкие плечи и вьющиеся волосы»[6]. Он отмечал также, что «сценаристы убрали из земных эпизодов картины всякие признаки нормального человеческого существования, лишив своих героев какой бы то ни было деятельности»[7].
- Специализировавшийся на научной фантастике критик Всеволод Ревич написал: «Для того, чтобы хорошо ставить фильмы типа „Туманности Андромеды“, нужна мощная материально-техническая база. Крашеная фанера, имитирующая архитектуру и технику будущего, создает на экране непереносимую фальшь»[8].

Как правило, экранизация романа «Туманности Андромеды» называется неудачной.

## Фестивали
- 1968 — Международный кинофестиваль научно-фантастических фильмов в Триесте (Италия) — Диплом жюри[13]